# Nene (fiume)
Il Nene è un fiume inglese che scorre nell'Inghilterra orientale e sfocia nel Wash.

## Percorso
Nasce presso la Arbury Hill, a sud di Daventry, nel Northamptonshire, e scorre verso est. Dopo aver attraversato Northampton piega verso nord-est e lambisce le cittadine di Wellingborough e Rushden. Poco prima di attraversare Peterborough forse un'ansa volgendo verso est. Successivamente, incanalato, torna a scorrere verso nord-est attraversando una serie di aree paludose, le Nene Washes, e la cittadina di Wisbech andando poi a sfociare nell'estuario del Wash.